# Spahl
Spahl ist ein Ortsteil der Stadt Geisa im Wartburgkreis in Thüringen.

## Geografie
Der Ort Spahl zählt zum nördlichen Teil der Rhön, der Kuppenrhön, die durch offene Landschaften und steile, bewaldete Inselberge gekennzeichnet ist. Spahl befindet sich im Südwesten des Kreises, etwa 30 Kilometer (Luftlinie) südwestlich der Kreisstadt Bad Salzungen und etwa sieben Kilometer südlich der Kernstadt Geisa. Nachbarorte sind im Westen die zum Landkreis Fulda gehörende Gemeinde Nüsttal mit den Ortsteilen Gotthards, Oberaschenbach und Haselstein; im Norden der Stadtteil Geismar; im Osten Apfelbach und im Süden Reinhards und Ketten.
Zum Ort gehören die Einzelhöfe Jakobshof (Lage) und Wassermannshof (Lage). Zur Spahler Flur gehören auch die drei mittelalterlichen Wüstungen Kaltenbuch, Meritz und Wolferts. Der ehemalige Ortsteil Reinhards bildet den westlichsten Punkt Thüringens, er war damit auch der westlichste Punkt der DDR und des Warschauer Pakts (Lage).
In der Flur entspringt das Flüsschen Geisa und der zugehörige Quellbach Wenigengeis.
Die geographische Höhe des Ortes beträgt 384 m ü. NN. Höchste Erhebungen in der Spahler Flur sind der Rößberg (639,7 m ü. NN), der Pietzelstein (620,7 m ü. NN), der Suchenberg (583,4 m ü. NN), der Struthkopf (496,5 m ü. NN) und der Spahlerberg (423,4 m ü. NN).

## Geschichte
Das Gebiet der Rhön wurde im Hochmittelalter auch Buchonia genannt. Die gebirgige Landschaft wurde im Westen von Bonifatius (Einflussbereich der Reichsklöster Fulda und Hersfeld) sowie im Süden und Osten von Kilian (Bistum Würzburg) missioniert, woran noch zahlreiche Kirchengründungen und Flurnamen erinnern.
Die Ersterwähnung von Spahl wird auf den Zeitraum 814–817 datiert:
Ein Nachtrag im Codex Eberhardi des Klosters Fulda aus dem 12. Jahrhundert, beurkundet einen Güteraustausch im Jahr 817. In der Urkunde wird festgehalten, dass der Abt Ratgar dem Kaiser Ludwig dem Frommen Ibstadt (Ibistat) am Rhein überlässt und dafür die Meiereien (villicationes) Spahl (Spanelo), Geisa (Geisaha) und Vacha (Vachhe) erhält.
Weitere Namensnennungen erfolgten als Spanlo (1116), Spanlau (1133), Spanlau (1135), Spahla (1271), Spale (1375), Spala (1397) und Spölle (1621).
Ein fuldischer Ministeriale Berengot von Spahl ist Zeuge einer Urkunde von 1133. Nach dem Ort nannte sich ein Adelsgeschlecht, das 1271 von Spahla in Erscheinung tritt. Das zugehörige Gehöft oder eine Burganlage im Ort ist nicht mehr bekannt.

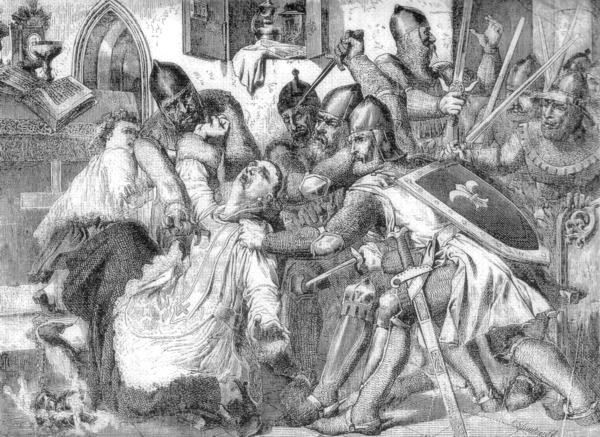
Darstellung der Ermordung des Fuldaer Fürstabtes Bertho II. von Leibolz am 18. März 1271 während der Heiligen Messe in der Jakobskapelle in Fulda (von C. Sonnetzer)

Spahl zählte seit dem 13. Jahrhundert zum fuldischen Amt Rockenstuhl, das erst im 17. Jahrhundert in die Stadt Geisa verlegt wurde. Das Verhältnis der Spahler Ritter zum fuldischen Klerus war nicht immer ungetrübt: so gehörte Eberhard von Spahl zu einer Verschwörergruppe, die 1271 Abt Bertho II. von Leibolz in der Jakobuskapelle ermordeten. Der nachfolgende Abt Bertho III. von Mackenzell ließ die Mörder ausspüren, welche in der Kirche zu Kirchhasel gestellt und dort erschlagen wurden.
Im Jahre 1514 wurde die heutige Spahler Kirche St. Cyriakus als Chorturm-Kirche fertiggestellt, eine steinerne Inschrifttafel nennt dazu Jahr und Baumeister:
Anno Domini 1514 completum est praesens opus per me Veit Kampf.
Die benachbarte Herrschaft Tann bildete im 16. Jahrhundert ein Zentrum der Reformation. Die Glaubenskämpfe und sozialen Spannungen tobten auch im oberen Ulstertal um Geisa, wobei die katholische Seite die Oberhand behielt. 1632 bis 1634 herrschte Wilhelm V. von Hessen-Kassel als Fürst von Buchen über das Reichsstift. Im Prager Frieden 1635 kam es zur Restitution des Reichsstifts. Unter Fürstabt Joachim von Gravenegg (1644–1671) wurden die zahlreichen Kriegsschäden im Fuldaer Gebiet behoben.
Das spätgotische Bauwerk der Spahler Kirche wurde 1724 durch den Anbau des heutigen Langhauses komplettiert. Zeitgleich wurde auch die Innenausstattung in barocker Fassung erneuert. Auf dem Spahler Friedhof neben der Kirche wurde 1849 „Johann Adam Fladung“ bestattet. Seine Trauergemeinde errichtete zum Andenken an den Toten ein monumentales Steinkreuz mit den Zeichen des Leidens Christi.
Mit dem Reichsdeputationshauptschluss 1803 wurde das geistliche Fürstentum mit seinen Klöstern aufgelöst. Die fuldischen Besitzungen gingen an Friedrich Wilhelm von Oranien-Nassau, bis 1806 Napoleon I. die Provinz Fulda annektierte. 1810 wurde sie Teil des Großherzogtums Frankfurt. Auf dem Wiener Kongress 1815 wurde die Provinz aufgelöst und nach einer einjährigen preußischen Verwaltung gelangte das „Geisaer Ländchen“ an das Großherzogtum Sachsen-Weimar-Eisenach.
Bis zum 24. März 1994 war Spahl eine eigenständige Gemeinde.
Vom 25. März 1994 bis zum 31. Dezember 2008 bildete Spahl zusammen mit Geismar, Ketten, Reinhards, Walkes und Apfelbach die Gemeinde Rockenstuhl. Seit dem 1. Januar 2009 ist Spahl ein Ortsteil der Einheitsgemeinde Geisa.

## Kultur und Sehenswürdigkeiten

### Sehenswürdigkeiten

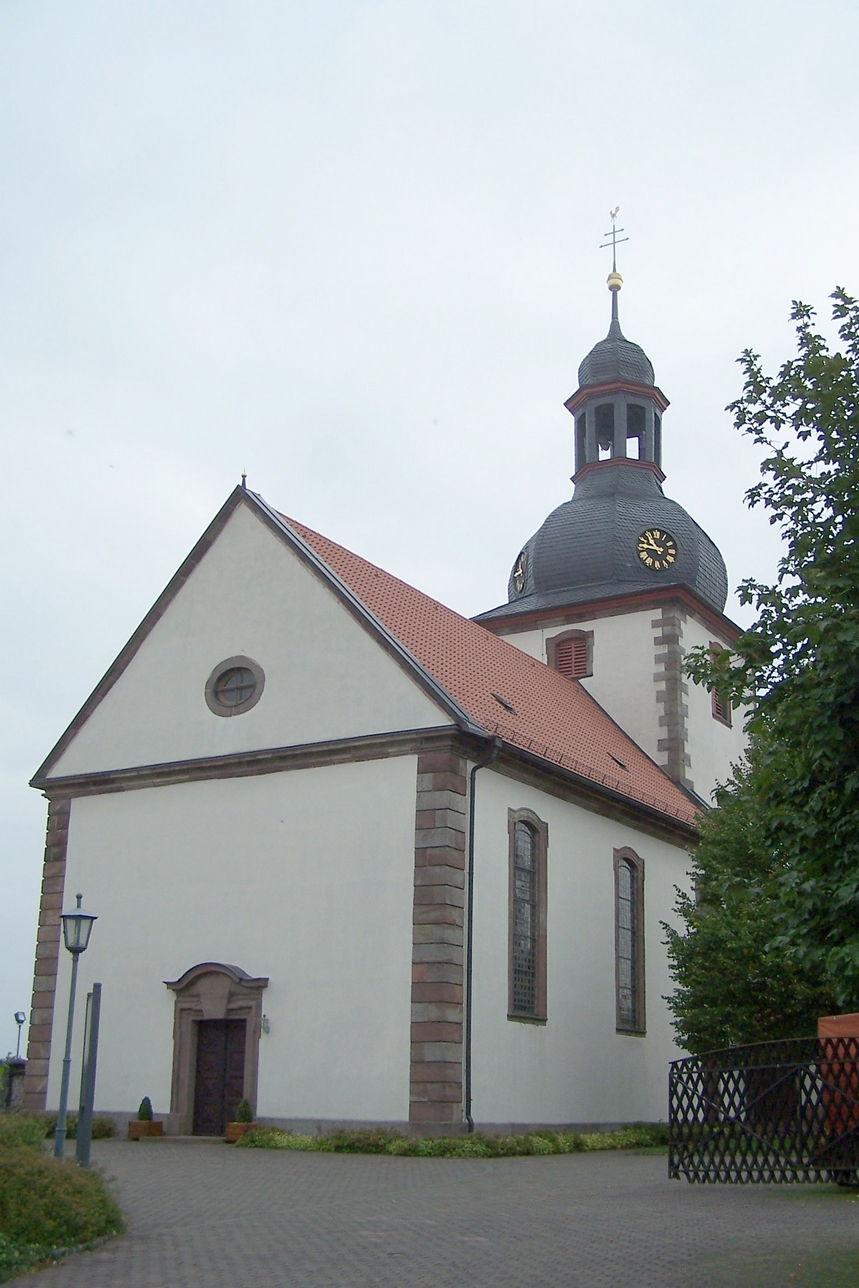
St.Cyriakus (2013)

- Katholische Dorfkirche St. Cyriakus. Als ältester Teil der Spahler Kirche gilt der Turm aus dem Jahr 1504, Baumeister Vitus Kampf vollendet ihn 1514. Zwischen 1720 und 1724 wurde das heutige Kirchenschiff erbaut, aus dieser Zeit stammt auch der Turmhelm mit den beiden Turmzwiebeln und der offenen, achteckigen Laterne. 1728 weihte man die erneuerte Kirche. Eine Umgestaltung des Gotteshauses erfolgte nochmals in den 1970er-Jahren. Sie fand ihren Abschluss durch die Konsekration des neuen Altares am 3. November 1974 durch den damaligen Erfurter Bischof Hugo Aufderbeck. Die letzte umfassende Sanierung der katholischen Kirche St. Cyriakus wurde 2010 abgeschlossen die feierliche Weihe nahm der Fuldaer Bischof Heinz Josef Algermissen vor. Die Kirchgemeinde Spahl gehört dem Pastoralverbund St. Elisabeth im Ulster-, Felda- und Werratal an, zu dem außerdem die Spahler Filialkirchgemeinden St. Georg in Ketten, Apfelbach (ohne Kirche), Reinhards (Kapelle Maria Heimsuchung) und Walkes (ohne Kirche) gehören.
- Ein beliebtes Ausflugsziel ist die Fest- und Traditionsscheune „Heile Schern“ mit dem 1. Rhöner Spaßmuseum.

### Brauchtum
Alljährlich wird am ersten Wochenende nach Allerheiligen die Kirmes sowie im August das Backhausfest gefeiert.
Vom 15. bis 18. Juni 2017 fand im Ort die 1200-Jahr-Feier zur ersten urkundlichen Erwähnung statt.

### Naturdenkmäler
- Die Phonolith-Klippe am Heiligen Hauk liegt nur 400 Meter vom Ort entfernt. Es handelt sich um ein beachtliches geologisches Zeugnis des Rhönvulkanismus. Der als „Klingender Stein“ schon im Mittelalter bekannte Fels gab wohl den Anlass für den Flurnamen Heiliger Hauk (Heiliger Hügel). Die spezielle mineralische Zusammensetzung des Felsgesteins war Anlass, den etwa 500 m mächtigen Phonolith-Härtling als Naturdenkmal auszuweisen und damit einen möglichen Abbau durch einen Steinbruch zu verhindern.[8] Vom Aussichtspunkt mit Gipfelkreuz kann man die Ortslage gut überblicken.
- Der Pietzelstein ist ein Naturschutzgebiet im Westen von Spahl. Der Berg besteht aus Basalt, der an verschiedenen Stellen freigewittert ist. An der Nordflanke des Berges trifft man auf eine 20 m hohe Felswand mit Säulenbasalt. Die Säulen besitzen bis zu 20 cm Kantenlänge und waren auch als Baumaterial begehrt. Am Hang finden sich mehrere Blockschutthalden mit verwitterten Basaltsäulen.[8]